# Tales of Zestiria
Tales of Zestiria (яп. テイルズ オブ ゼスティリア) — японська рольова гра для PlayStation 3, PlayStation 4 і PC, п'ятнадцята частина серії ігор Tales. Розробником і видавцем є компанія Bandai Namco Games. У розробці брали участь програміст Тацуро Удо, дизайнери Кьосукі Фудзісіма і Муцумі Іномата, а також інші люди, що брали участь в роботі над попередніми частинами серії. 
Події гри розгортаються на вигаданому континенті Ґрінвуд, який контролюється двома ворогуючими імперіями. Головний герой - хлопець на ім'я Сорей, що володіє містичними силами, отриманими від раси серафимів; представники цієї раси виступають в ролі вартових рівноваги на континенті. Розробники схарактеризували основну тему гри як «RPG про пристрасть, яка висвітлює світ».

## Ігровий процес
За словами Хідео Баби, проходження попередніх ігор серії було схоже на «їзду по шосе», тоді як в Tales of Zestiria буде використовуватися концепція відкритого світу. Бойова система буде являти собою вдосконалену версію лінійної бойової системи з попередніх ігор в серії. Вона називається Fusionic Chain Linear Motion Battle System; важливе місце в ній відводиться мечам і магії. Як і в попередніх іграх серії, у кожного персонажа є набір спеціальних умінь, які називаються «Артес» (англ. Artes). Як і в Tales of Graces, артеси поділяються на два типи: люди спеціалізуються на прийомах ближнього бою, тоді як представники раси серафимів застосовують магічні атаки середньої і дальньої зони дії. 

## Сюжет
Події гри розгортаються на вигаданому континенті Ґрінвуд, який розділений двома ворогуючими імперіями. Негативні емоції жителів континенту породжують монстрів, які називаються гелліонамі або гьома  - вони являють собою загрозу для людей. Важливу роль в сюжеті грає раса гуманоїдів під назвою серафими або тензоку, представники якої володіють надприродними силами і можуть взаємодіяти тільки з тими людьми, які мають достатню силу духу. Людей, які взаємодіють з серафимами, називають пасторами - їх вважають рятівниками, але, разом з цим, бояться через містичну силу. Пастори часто з'являються у часи кризи; вони, разом з серафимами, стали частиною фольклору жителів Ґрінвуда.
Гра оповідає про пасторів за часів «ери Хаосу», коли континент заполонили гелліони і стали нападати на села і міста. Головний герой, Сорей, бажаючи повернути мир в Ґрінвуд, вирушає в подорож, щоб стати пастором і отримати сили для знищення монстрів. Також він мріє про те, щоб настав «легендарний час», коли люди і серафими будуть жити в гармонії. Важливу роль гратимуть дракони, проте вони будуть являти собою традиційних істот, що поєднують добро і зло.

## Розробка
Торгова марка Tales of Zestiria була зареєстрована в Японії, Європі і Північній Америці у період з серпня по вересень 2013 року. У листопаді того ж року Bandai запускає тизерний вебсайт, на якому розташовувався лічильник, що відраховує кількість днів до 12 грудня 2013 року. У зазначену дату на сайті проводилася пряма трансляція з Nico Nico Douga. В рамках прямої трансляції була анонсована гра, а потім оголошено про заплановані локалізації для Північної і Південної Америки та Європи.
Дизайнерами персонажів стали Муцумі Іномата, Косуке Фудзісіма і Дайґа Окумура - всі вони працювали над попередніми іграми серії, а Тацуро Удо, який входив в команду розробників Tales of Graces, працює над бойовою системою. Розробники пояснили, що «zest» в цьому випадку означає «пристрасть», а сетинг гри буде фентезійним, на відміну від останніх ігор серії, зокрема, Tales of Xillia 2. Майже відразу після анонсу гри, було повідомлено про те, що дизайн персонажів і написання сюжету завершені, а бойова система і графіка поки знаходяться в стадії завершення.